# كيم جونغهوا
كيم جونغ هوا (هانغل: 김정화)؛ هي ممثلة كورية جنوبية ولدت في يوم 9 سبتمبر 1993 في سيئول. بدأت التمثيل في سنة 2000، ومثلت في مسلسل نونستوب في 2002 و بعض الشئ حول 1% وفيلم جاسوسة في 2004.

## روابط خارجية
كيم جونغ-هوا على موقع IMDb (الإنجليزية)
- كيم جونغ-هوا على موقع قاعدة بيانات الفيلم (الإنجليزية)